# Граф Аннандейл и Хартфелл
Граф Аннандейл и Хартфелл (англ. Earl of Annandale and Hartfell) — наследственный титул в системе Пэрства Шотландии, созданный в 1661 году для Джеймса Джонстона (1625—1672).
13 марта 1625 года титул графа Аннандейла был создан для Джона Мюррея (ум. 1640). Ему наследовал его сын, Джеймс Мюррей, 2-й граф Аннандейл (ум. 1658), скончался, не оставив наследников.
В 1633 году Джеймс Джонстон (1602—1653), сын сэра Джеймса Джонстона (1567—1608), хранителя западной марки, получил титул лорда Джонстона из Лохвуда. В 1643 году для него был создан титул графа Хартфелла. Его сын Джеймс Джонсон, 2-й граф Хартфелл (ум. 1672), 13 февраля 1661 года получил титул графа Аннандейла и Хартфелла с правом передачи титула наследника мужского пола. 23 апреля 1662 года он получил королевское разрешение на передачу титула наследникам женского пола. Уильям Джонсон, 2-й граф Аннандейл и Хартфелл (1664—1721), в 1701 году получил титул маркиза Аннандейла. В 1792 году после смерти Джорджа Вандена Джонсона, 3-го маркиза Аннандейла (1720—1792), титулы маркиза Аннандейла, графа Аннандейла и Хартфелла прервались.
В 1792 году титул Аннандейла и Хартфелла де-юре стал носить Джеймс Хоуп-Джонстон, 3-й граф Хоуптаун (1741—1816), затем графский титул унаследовала его старшая дочь Энн Хоуп-Джонстон. В 1985 году Палата лордов одобрила претензии Патрика Хоуп-Джонсона, 11-го графа Аннандейла и Хартфелла на графский титул. Патрик Хоуп-Джонсон происходит по женской линии от Леди Генриетты Джонстон (1682—1750), жены Чарльза Хоупа, 1-го графа Хоуптауна (1681—1742).
Нынешний граф носит дополнительный титул лорда Джонстона (1662) в системе Пэрства Шотландии.
Графы Аннандейл и Хартфелл — наследственные вожди шотландского клана Джонстон.

## Графы Аннандейл (1625)
Другие титулы: виконт Аннанд и лорд Мюррей из Лохмабена (ок. 1622) и лорд Мюррей из Тайнингема (1625)
- 1625—1640: Джон Мюррей, 1-й граф Аннандейл (ум. 22 сентября 1640), второй сын сэра Чарльза Мюррея (до 1586—1605)
- 1640—1658: Джеймс Мюррей, 2-й граф Аннандейл (ум. 28 декабря 1658), сын предыдущего.

## Графы Хартфелл (1643)
Другие титулы: лорд Джонстон из Лохвуда (1633) и лорд Джонстон из Лохвуда, Моффатдейла и Эвандейла (1643).
- 1643—1653: Джеймс Джонстон, 1-й граф Хартфелл (1602 — апрель 1653), сын сэра Джеймса Джостона из Джонстона (ок. 1567—1608)
- 1653—1672: Джеймс Джонстон, 2-й граф Хартфелл (1625 — 17 июля 1672), старший сын предыдущего.

## Графы Аннандейл и Хартфелл (1661и1662)
- 1661—1672: Джеймс Джонстон, 1-й граф Аннандейл и Хартфелл (1625 — 17 июля 1672), старший сын 1-го графа Хартфелла
- 1672—1721: Уильям Джонстон, 2-й граф Аннандейл и Хартфелл (17 февраля 1663 — 14 января 1721), второй сын предыдущего, маркиз Аннандейл с 1701 года.

## Маркизы Аннандейл (1701)
- 1701—1721: Уильям Джонстон, 1-й маркиз Аннандейл (17 февраля 1663 — 14 января 1721), второй сын 1-го графа Аннандейла и Хартфелла
- 1721—1730: Джеймс Джонстон, 2-й маркиз Аннандейл (ок. 1688 — 10 февраля 1730), старший сын предыдущего от первого брака
- 1730—1792: Джордж Ванден-Бемпде-Джонстон, 3-й маркиз Аннандейл (29 мая 1720 — 29 апреля 1792), старший сын 1-го маркиза Аннандейла от второго брака.

## Графы Аннандейл и Хартфелл (1662)
Другие титулы: лорд Джонстон (1662)
- 1792—1816: Джеймс Хоуп-Джонстон, 3-й граф Хоуптаун (23 августа 1741 — 29 мая 1816), единственный сын Джеймса Хоупа-Джонстона, 2-го графа Хоуптауна (1704—1781), от первого брака, де-юре 5-й граф Аннандейл и Хартфелл
- 1816—1818: Энн Хоуп-Джонстон (13 января 1768 — 28 августа 1818), старшая дочь предыдущего, де-юре 6-я графиня Аннандейл и Хартфелл, жена вице-адмирала Уильяма Джонстона Хоупа (1766—1831)
- 1818—1876: Джон Джеймс Хоуп-Джонстон (29 ноября 1796 — 11 июля 1876), старший сын предыдущих, де-юре 7-й граф Аннандейл и Хартфелл
- 1876—1912: Джон Джеймс Хоуп-Джонстон (5 октября 1842 — 26 декабря 1912), старший сын Уильяма Джеймса Хоупа-Джонстона (1819—1850), внук предыдущего, де-юре 8-й граф Аннандейл и Хартфелл
- 1912—1964: Эвелин Уэнтуорт Хоуп-Джонстон (9 марта 1879 — 26 октября 1964), старший сын капитана Перси Александра Хоупа-Джонстона (1845—1899) и внук Уильяма Джеймса Хоупа-Джонстона (1819—1850), де-юре 9-й граф Аннандейл и Хартфелл
- 1964—1983: Майор Перси Уэнтуорт Хоуп-Джонстон (2 января 1909 — 5 апреля 1983), единственный сын предыдущего от первого брака, де-юре 10-й граф Аннандейл и Хартфелл
- 1983 — настоящее время: Патрик Эндрю Уэнтуорт Хоуп-Джонстон, 11-й граф Аннандейл и Хартфелл (род. 19 апреля 1941), единственный сын предыдущего. В 1985 году признан Палатой лордов в качестве 11-го графа.
  - Наследник: Дэвид Патрик Уэнтуорт Хоуп-Джонстон, лорд Джонстон (род. 13 октября 1971), единственный сын предыдущего
    - Второй наследник: Перси Джон Уэнтуорт Хоуп-Джонстон, мастер Джонстон (род. 16 февраля 2002), единственный сын предыдущего.